# Asmir Begović
Asmir Begović (* 20. Juni 1987 in Trebinje, SFR Jugoslawien, heute Bosnien und Herzegowina) ist ein bosnisch-kanadischer Fußballspieler. Der Torhüter steht in Diensten des FC Everton und war bosnisch-herzegowinischer Nationalspieler.

## Karriere

### Verein
Begović war als Flüchtling nach Deutschland gekommen. Mit zehn Jahren wanderte er mit seiner Familie nach Kanada aus. Bis dahin hatte er beim FC Kirchhausen in Heilbronn gespielt und spielte dann in Edmonton, wo sich seine Familie niedergelassen hatte, beim Nachwuchsausbildungsverein Southwest Sting Edmonton. 2004 wechselte er nach England in die Nachwuchsabteilung des FC Portsmouth. Nach einem Jahr rückte er in den Profikader des Vereins. Um ihm mehr Spielpraxis zu ermöglichen, verlieh der Klub ihn nach Belgien an R.A.A. La Louvière. Während der Rückrunde der Saison 2006/07 wurde er in einem weiteren Leihgeschäft an Macclesfield Town abgegeben. Dort gab er am 25. November 2006 sein Ligadebüt gegen Stockport County. Nachdem sich Stammtorhüter Jonny Brain verletzt hatte, wurde Begović in der 80. Minute eingewechselt. Nach zwei weiteren Partien für Macclesfield erlitt auch Begović eine Verletzung. Noch vor der Winterpause kehrte er zu Portsmouth zurück. Zu Beginn der Spielzeit 2007/08 wurde der Torwart an AFC Bournemouth verliehen, wo er bis Januar 2008 bleiben sollte. Bereits im Oktober der laufenden Saison wurde er nach Portsmouth zurückgerufen. Im März 2008 gab der Verein Begović zum wiederholten Male ab. Bei Yeovil Town unterzeichnete der Torhüter einen Vierwochenvertrag. Nach zwei Einsätzen wurde er wieder zurückbeordert. Im August 2008 kam es zur erneuten Ausleihe zu Yeovil Town. Begović unterzeichnete für drei Monate.
Am 1. Februar 2010 unterschrieb er einen Vertrag beim englischen Erstligisten Stoke City bis 2014. Nachdem er dort einige Zeit nur die Nummer zwei hinter Stammtorhüter Thomas Sørensen war, löste er diesen zum zehnten Spieltag der Saison 2010/11 ab und bekam das Vertrauen von Trainer Tony Pulis. Am 2. November 2013 erzielte Begović in der Begegnung gegen den FC Southampton nach 13 Sekunden aus dem eigenen Strafraum ein Tor. Mit 91,9 m Schussdistanz wurde dieses Tor am 4. September 2014 offiziell in das Guinness-Buch der Rekorde als der Treffer aus der größten Entfernung aufgenommen.
Zur Saison 2015/16 wechselte Begović zum FC Chelsea. Er erhielt einen Vierjahresvertrag bis zum 30. Juni 2019 und wird den Posten des Ersatztorhüters hinter Thibaut Courtois einnehmen. Am 1. Spieltag (2:2 gegen Swansea City) absolvierte Begović seinen ersten Ligaeinsatz für die Blues, als er in der zweiten Halbzeit für den vom Platz gestellten Courtois ins Tor kam. Mit Chelsea wurde Begović in der Spielzeit 2016/17 englischer Meister.
Im Sommer 2017 wechselte Begović zum AFC Bournemouth. Dort verbrachte er zwei Jahre und absolvierte 62 Premier-League-Partien, bevor er in der Hackordnung hinter Aaron Ramsdale, Artur Boruc und Mark Travers zurückfiel. Er wechselte daraufhin im September 2019 leihweise nach Aserbaidschan zu Qarabağ Ağdam.
In Aserbaidschan war Begović auf Anhieb als Torhüter in der Startelf gesetzt und absolvierte in der Hinrunde der Spielzeit 2019/20 10 Ligaspiele für Qarabağ Ağdam. 
Im Januar 2020 wechselte Begović per Leihe für den Rest der Saison nach Italien zur AC Mailand. In Mailand übernahm er die Rolle des Ersatztorhüters hinter Gianluigi Donnarumma, da der bisherige Ersatzmann Pepe Reina die Mailänder per Leihe nach Aston Villa verlassen hatte. Insgesamt absolvierte Begović zwei Pflichtspiele in der Serie A für die AC Mailand.
Im Sommer 2021 wechselte er zum FC Everton und zwei Jahre später zu den Queens Park Rangers. Im August 2024 kehrte er zum FC Everton zurück.

### Nationalmannschaft
Begović spielte zwischen 2004 und 2007 für die U-20-Nationalmannschaft Kanadas. Mit ihr nahm er bei der U-20-Weltmeisterschaft 2005 in den Niederlanden und 2007 im eigenen Land teil. Nachdem er 2005 hinter Josh Wagenaar noch die Nummer zwei gewesen war, bestritt er die WM 2007 als Stammtorhüter. Die Mannschaft schied nach drei Partien tor- und sieglos aus dem Turnier aus. Nach einem absichtlichen Handspiel außerhalb des Strafraums wurde Begović im dritten Vorrundenspiel mit Rot vom Feld verwiesen.
2007 erhielt er eine erste Nominierung für die A-Nationalmannschaft Kanadas, kam im Freundschaftsspiel am 14. August des Jahres gegen Island allerdings nicht zum Einsatz. Noch im gleichen Jahr wurde er zum U-20-Spieler des Jahres in Kanada gewählt. Damit löste er David Edgar ab. Im Juni 2009 entschied Begović sich, für die Nationalmannschaft Bosnien-Herzegowinas zu spielen. Zu seinem Länderspieldebüt kam er am 10. Oktober 2009 im WM-Qualifikationsspiel gegen Estland, als er in der Nachspielzeit für Kenan Hasagić eingewechselt wurde. 
Er war Teil des Kaders von Bosnien-Herzegowina bei der WM 2014 in Brasilien. Dort wurde er in allen drei Vorrundenpartien eingesetzt. Danach war Bosnien-Herzegowina ausgeschieden.

## Erfolge und Auszeichnungen
FC Chelsea
- Englischer Meister: 2016/17

Individuelle Auszeichnungen
- Kanadischer U-20-Spieler des Jahres: 2007[13]
- Bosnisch-Herzegowinischer Fußballer des Jahres: 2012

## Wissenswertes
- Sein Vater Amir Begović war Torhüter bei FK Leotar Trebinje und NK Iskra Bugojno. Seit 2009 bildet er Nachwuchstorhüter auf dem Feld des SV Schluchtern aus.[14]
- Während des Bosnienkriegs in den frühen 1990ern floh seine Familie nach Deutschland, später zog die Familie nach Edmonton und Begović erhielt die kanadische Staatsbürgerschaft.
- Teamausrüster Adidas drehte mit Begović einen Werbespot, der auf die Umstände seiner Kindheit eingeht.[15] Zudem engagierte sich der Torhüter bei der Adidas-Aktion „Impossible is nothing!“.[16]
- Seit 2012 ist Begović zudem Präsident des englischen Amateur-Vereines Clayton Bells FC aus Stoke-on-Trent.[17] Der Verein spielt gegenwärtig in der Coors Sunday League und besteht teilweise aus ehemaligen Football League Two Spielern.[18]
- Begović ist mit der US-amerikanischen Dressurreiterin Nicolle Howard verheiratet.[19] Diese leitet mit ihm den gemeinnützigen Verein Asmir Begovic Foundation, welcher sich u. a. für arme Kinder in England und Bosnien einsetzt.[20] Das Paar hat zudem eine gemeinsame Tochter.[21]